# Stemmiulus albicephalus
Stemmiulus albicephalus är en mångfotingart som beskrevs av Jean-Paul Mauriès 1989. Stemmiulus albicephalus ingår i släktet Stemmiulus och familjen Stemmiulidae. Inga underarter finns listade i Catalogue of Life.